# Kospoda
Kospoda – miejscowość i gmina w Niemczech, w kraju związkowym Turyngia, w powiecie Saale-Orla.
Niektóre zadania administracyjne gminy realizowane są przez miasto Neustadt an der Orla, które pełni rolę "gminy realizującej" (niem. "erfüllende Gemeinde").